# یخبندان جوی

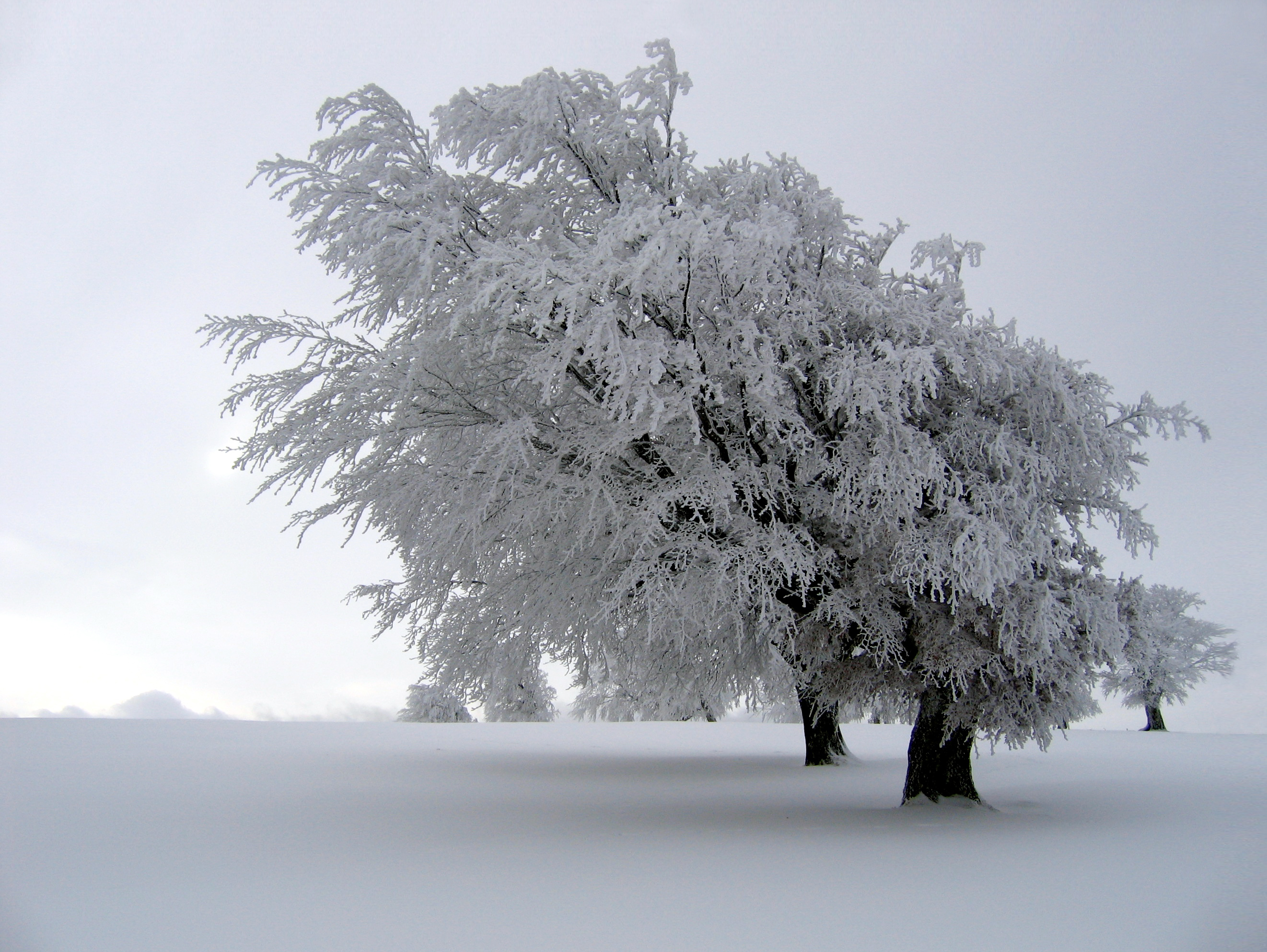
اثر یخبندان جوی بر روی یک درخت.

یخبندان جوی هنگامی رخ می‌دهد که قطره‌های آب در اتمسفر روی اشیائی که به آنها برخورد می‌کنند یخ می‌زنند. این پدیده برای هواگردها می‌تواند بسیار خطرناک باشد، زیرا یخ ایجاد شده آیرودینامیک سطح هواگرد را تغییر می‌دهد که می‌تواند خطر واماندگی ماهی‌واره را در پی داشته باشد. به همین دلیل سیستم‌های پشتیبانی در برابر یخ اغلب بخشی از اجزاء اصلی پرواز هستند و هواگرد اغلب پیش از برخاستن از محیطی یخزده یخزدایی می‌شود.